# Powiat Miechowski
Der Powiat Miechowski ist ein Powiat (Kreis) im Norden der polnischen Woiwodschaft Kleinpolen. Er wird im Westen und Süden von den Powiaten Olkusz, Krakau sowie Proszowice umschlossen und grenzt im Norden an die Woiwodschaften Heiligkreuz und Schlesien.

## Gemeinden
Der Powiat umfasst sieben Gemeinden, die in Landgemeinden (gmina wiejska) und Stadt-und-Land-Gemeinden (Gmina miejsko-wiejska) unterschieden werden:

### Stadt-und-Land-Gemeinden
- Książ Wielki
- Miechów

### Landgemeinden
- Charsznica
- Gołcza
- Kozłów
- Racławice
- Słaboszów